# Жизненная (железнодорожная станция)
Жи́зненная — железнодорожная станция Юго-Восточной железной дороги на
линии Тамбов — Ртищево (линия не электрифицирована) в Тамалинском районе Пензенской области. Через станцию осуществляются пригородные пассажирские перевозки на Кирсанов, Ртищево.

## География
Станция расположена на юго-западе Тамалинского района, в 2 км от села Дуровка. Расстояние до районного центра пгт. Тамала — 9 км.

## История
Станция открыта 15 января 1871 года как станция Дуровка Рязано-Уральской железной дороги по названию ближайшего села. В 1964 году переименована в станцию Жизненная.